# Nina Barnett
Nina Barnett (sinh năm 1983) là một nghệ sĩ người Nam Phi hiện đang sống và làm việc tại New York City. Công việc của cô liên quan đến việc điều tra các không gian và tường thuật đô thị dưới dạng hoạt hình dừng chuyển động, cài đặt video, cài đặt âm thanh và can thiệp được thực hiện trong cảnh quan đô thị. Thực hành của Barnett giải quyết quá trình chuyển đổi, khoảng cách và khám phá, cả ngang và dọc. Các cuộc điều tra trước đây của cô cũng liên quan đến các khía cạnh của lỗ hổng, khai thác và độ sâu thông qua vẽ, video và điêu khắc. Cô đã sống và làm việc tại Johannesburg, Paris và New York, và những trải nghiệm này có ảnh hưởng liên tục đến tác phẩm nghệ thuật của cô. Cô thường hợp tác với Robyn Nesbitt.

## Sự nghiệp

### Giáo dục
Barnett có bằng Cử nhân Mỹ thuật tại Đại học Witwatersrand, Johannesburg, với bằng xuất sắc.

### Triển lãm
2009, Direct Paris - Triển lãm cá nhân của Nina Barnett, Alliance Francaise Nam Phi
2009, Double Body, Phòng trưng bày Fada, Johannesburg
2008, Cận cảnh, Xa xôi tại Harvestworks, New York
2008, Chính tả mới tại Mỹ thuật David Krut, New York
2007, Spier Đương đại 2007, Stellenbosch, Nam Phi
2007, Triển lãm phản ứng vũ trang tại Viện Goethe ở Johannesburg
2007, triển lãm Absa Le'Atelier tại phòng trưng bày Absa ở Johannesburg
2006, Kazoo - Chơi, hành động, can thiệp vào không gian công cộng và riêng tư - Phòng trưng bày cơ sở, Johannesburg
2006, Triển lãm Chữ ký mới của Sasol - Bảo tàng Nghệ thuật Pretoria
2006, HIV: I Love You Chương trình nhóm tích cực hoặc tiêu cực - Alliance Francaise Johannesburg
2006, Real Presence06 - Belgrade, Serbia
2006, Triển lãm nhóm Semblant - Alliance Francaise, Johannesburg